# Westland Marathon 1995
De Westland Marathon 1995 werd gehouden op zaterdag 8 april 1995. Het was de 26e editie van deze marathon. Start en finish lagen in Naaldwijk.
De Belg Ronny Ligneel was het snelste bij de mannen en won de wedstrijd in 2:15.40. Op de finish had hij een ruime minuut voorsprong op de Marokkaan Mustapha Sellam, die tweede werd in 2:16.52. Bij de vrouwen zegevierde de Roemeense Simona Staicu in 2:33.55.

## Uitslagen

### Mannen
| rang   | naam                 | land | tijd    |
| ------ | -------------------- | ---- | ------- |
| Goud   | Ronny Ligneel        | BEL  | 2:15.40 |
| Zilver | Mustapha Sellam      | MAR  | 2:16.52 |
| Brons  | Yuriy Pavlov         | RUS  | 2:17.08 |
| 4      | Gerard Kappert       | NED  | 2:18.06 |
| 5      | Miroslaw Golebiewski | POL  | 2:18.12 |
| 6      | Dmitriy Grishin      | RUS  | 2:18.18 |
| 7      | Jozsef Kovacz        | HUN  | 2:19.00 |
| 8      | Piotr Poblocki       | POL  | 2:19.39 |
| 9      | Cor Saelmans         | BEL  | 2:20.31 |
| 10     | Tonnie Dirks         | NED  | 2:20.59 |
| 11     | Jean-Pierre Paumen   | BEL  | 2:21.35 |
| 12     | Gino Deleu           | BEL  | 2:23.03 |
| 13     | Jean Claude Andre    | FRA  | 2:25.52 |
| 14     | Hamoudi Benaroua     | FRA  | 2:29.44 |
| 15     | Ryszard Marczak      | POL  | 2:29.50 |

### Vrouwen
| rang   | naam          | land | tijd    |
| ------ | ------------- | ---- | ------- |
| Goud   | Simona Staicu | ROU  | 2:33.55 |
| Zilver | Linda Milo    | BEL  | 2:36.18 |

1969 ·
1970 ·
1971 ·
1972 ·
1973 ·
1974 ·
1975 ·
1976 ·
1977 ·
1978 ·
1979 ·
1980 ·
1981 ·
1982 ·
1983 ·
1984 ·
1985 ·
1986 ·
1987 ·
1988 ·
1989 ·
1990 ·
1991 ·
1992 ·
1993 ·
1994 ·
1995 ·
1996 ·
1997 ·
2014